# Campeonato Sudamericano de Voleibol Femenino Sub-18 de 2012
La XVIII edición del Campeonato Sudamericano de Voleibol Femenino Sub-18 se realizó en el Coliseo Miguel Grau del  Callao, Perú del 22 al 26 de noviembre de 2012. Los equipos nacionales compitieron por tres cupos para el Campeonato Mundial de Voleibol Femenino Sub-18 de 2013 a realizarse en Tailandia.

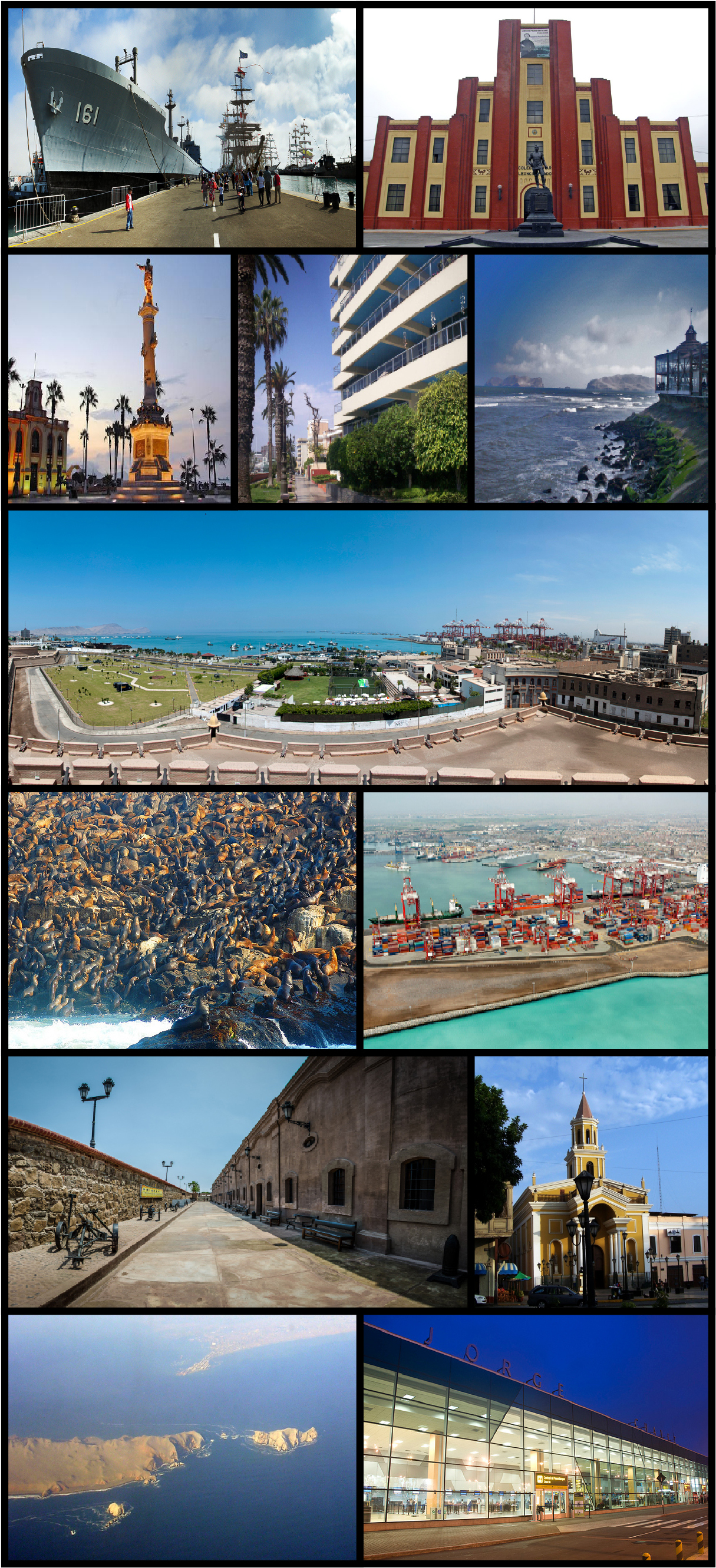
Callao sede de la XVIII edición del Campeonato Sudamericano de Voleibol Femenino Sub-18

## Equipos participantes
- Argentina
- Brasil
- Chile
- Colombia
- Paraguay
- Perú
- Uruguay
- Venezuela

## Grupos
| Grupo A   | Grupo B   |
| --------- | --------- |
| Perú      | Argentina |
| Chile     | Uruguay   |
| Colombia  | Brasil    |
| Venezuela | Paraguay  |

## Primera Fase

### Clasificación
| Pos | Equipo    | PJ | PG | PP | SG | SP | PTS |
| 1   | Perú      | 3  | 3  | 0  | 9  | 0  | 8   |
| 2   | Chile     | 3  | 2  | 1  | 6  | 4  | 7   |
| 3   | Colombia  | 3  | 1  | 2  | 4  | 6  | 3   |
| 4   | Venezuela | 3  | 0  | 3  | 0  | 9  | 0   |

#### Resultados
| Fecha    | Partidos             | Resultado | Set   | Set   | Set   | Set   | Set | Puntuación total |
| Fecha    | Partidos             | Resultado | 1     | 2     | 3     | 4     | 5   | Puntuación total |
| -------- | -------------------- | --------- | ----- | ----- | ----- | ----- | --- | ---------------- |
| 22-11-12 | Chile - Colombia     | 3 – 1     | 25-22 | 25-17 | 23-25 | 25-17 |     | 98 – 81          |
| 22-11-12 | Perú - Venezuela     | 3 – 0     | 25-06 | 25-11 | 25-13 |       |     | 75 – 38          |
| 23-11-12 | Colombia - Venezuela | 3 – 1     | 25-11 | 25-14 | 25-11 | 25-18 |     | 75 – 36          |
| 23-11-12 | Perú - Chile         | 3 – 0     | 25-14 | 25-16 | 25-08 |       |     | 75 – 43          |
| 24-11-12 | Perú - Colombia      | 3 – 0     | 25-16 | 25-12 | 25-06 |       |     | 75 – 28          |
| 24-11-12 | Venezuela - Chile    | 1 – 3     | 25-21 | 09-25 | 19-25 | 14-25 |     | 75 – 46          |

### Clasificación
| Pos | Equipo    | PJ | PG | PP | SG | SP | PTS |
| --- | --------- | -- | -- | -- | -- | -- | --- |
| 1   | Brasil    | 3  | 3  | 0  | 9  | 0  | 8   |
| 2   | Argentina | 3  | 2  | 1  | 6  | 3  | 7   |
| 3   | Uruguay   | 3  | 1  | 2  | 3  | 6  | 3   |
| 4   | Paraguay  | 3  | 0  | 3  | 0  | 9  | 0   |

#### Resultados
| Fecha    | Encuentro            | Resultado | Set   | Set   | Set   | Set | Set | Puntuación total |
| Fecha    | Encuentro            | Resultado | 1     | 2     | 3     | 4   | 5   | Puntuación total |
| -------- | -------------------- | --------- | ----- | ----- | ----- | --- | --- | ---------------- |
| 22-11-12 | Argentina - Paraguay | 3-0       | 25-11 | 25-09 | 25-14 |     |     | 75-34            |
| 22-11-12 | Brasil - Uruguay     | 3-0       | 25-16 | 25-21 | 25-19 |     |     | 75-56            |
| 23-11-12 | Brasil - Paraguay    | 3-0       | 25-18 | 25-18 | 26-24 |     |     | 76-60            |
| 23-11-12 | Argentina - Uruguay  | 3-0       | 25-12 | 25-18 | 25-15 |     |     | 75-45            |
| 24-11-12 | Uruguay - Paraguay   | 3-0       | 25-13 | 25-10 | 25-15 |     |     | 75-38            |
| 24-11-12 | Argentina - Brasil   | 0-3       | 23-25 | 21-25 | 18-25 |     |     | 101-106          |

## Fase Final

### Final 1° y 3° puesto
|  | Semifinales | Semifinales |   |           | Final     | Final |  |
|  |             |             |   |           |           |       |  |
|  |             |             |   |           |           |       |  |
|  |             |             |   |           |           |       |  |
|  | Perú        | 3           |   |           |           |       |  |
|  | Argentina   | 2           |   |           |           |       |  |
|  |             |             |   |           |           |       |  |
|  |             |             |   |           |           |       |  |
|  |             |             |   |           | Perú      | 3     |  |
|  |             | Brasil      | 2 |           |           |       |  |
|  |             |             |   |           |           |       |  |
|  |             |             |   |           |           |       |  |
|  |             |             |   |           | 3º puesto |       |  |
|  |             |             |   |           |           |       |  |
|  | Brasil      | 3           |   | Argentina | 3         |       |  |
|  | Chile       | 0           |   |           | Chile     | 0     |  |

### Resultados
| Fase      | Fecha    | Encuentro         | Resultado | Set   | Set   | Set   | Set   | Set   | Puntuación total |
| Fase      | Fecha    | Encuentro         | Resultado | 1     | 2     | 3     | 4     | 5     | Puntuación total |
| --------- | -------- | ----------------- | --------- | ----- | ----- | ----- | ----- | ----- | ---------------- |
| Semifinal | 25-11-12 | Brasil - Chile    | 3-0       | 25-12 | 25-12 | 25-17 |       |       | 75-41            |
| Semifinal | 25-11-12 | Perú - Argentina  | 3-2       | 25-20 | 25-12 | 20-25 | 24-26 | 15-09 | 109-92           |
| 3° lugar  | 26-11-12 | Argentina - Chile | 3-0       | 25-10 | 25-11 | 25-14 |       |       | 75-35            |
| Final     | 26-11-12 | Perú - Brasil     | 3-2       | 25-18 | 18-25 | 25-20 | 23-25 | 15-10 | 106-98           |

### Final 5° y 7° puesto
|  | Semifinales | Semifinales |   |          | 5° puesto | 5° puesto |  |
|  |             |             |   |          |           |           |  |
|  |             |             |   |          |           |           |  |
|  |             |             |   |          |           |           |  |
|  | Colombia    | 1           |   |          |           |           |  |
|  | Uruguay     | 3           |   |          |           |           |  |
|  |             |             |   |          |           |           |  |
|  |             |             |   |          |           |           |  |
|  |             |             |   |          | Uruguay   | 3         |  |
|  |             | Paraguay    | 2 |          |           |           |  |
|  |             |             |   |          |           |           |  |
|  |             |             |   |          |           |           |  |
|  |             |             |   |          | 7º puesto |           |  |
|  |             |             |   |          |           |           |  |
|  | Venezuela   | 1           |   | Colombia | 3         |           |  |
|  | Paraguay    | 3           |   |          | Venezuela | 2         |  |

### Resultados
| Fase      | Fecha    | Encuentro            | Resultado | Set   | Set   | Set   | Set   | Set   | Puntuación total |
| Fase      | Fecha    | Encuentro            | Resultado | 1     | 2     | 3     | 4     | 5     | Puntuación total |
| --------- | -------- | -------------------- | --------- | ----- | ----- | ----- | ----- | ----- | ---------------- |
| Semifinal | 25-11-12 | Colombia - Uruguay   | 1-3       | 19-25 | 16-25 | 25-21 | 14-25 |       | 64-75            |
| Semifinal | 25-11-12 | Venezuela - Paraguay | 1-3       | 16-25 | 13-25 | 25-18 | 14-25 |       | 63-75            |
| 5° lugar  | 26-11-12 | Uruguay - Paraguay   | 3-2       | 25-20 | 22-25 | 25-23 | 22-25 | 15-12 | 98-93            |
| 7° lugar  | 26-11-12 | Colombia - Venezuela | 3-2       | 25-16 | 25-21 | 15-25 | 19-25 | 15-11 | 68-75            |

## Posiciones Finales
| \| Pos \| Equipo \| \| --- \| --------- \| \| \| Perú \| \| \| Brasil \| \| \| Argentina \| \| 4 \| Chile \| \| 5 \| Uruguay \| \| 6 \| Paraguay \| \| 7 \| Venezuela \| \| 8 \| Colombia \| | Equipo de Oro Ángela Leyva , Rosa Valiente, Maguilaura Frías, Yomira Villacorta , Hilary Palma, Shiamara Almeida, Diana Torres, Violeta Delgado, Luciana del Valle, Cristina Cuba Bárbara Briceño, Andrea Urrutia. Entrenadora: Natalia Málaga |
| Pos | Equipo |
| | Perú |
| | Brasil |
| | Argentina |
| 4 | Chile |
| 5 | Uruguay |
| 6 | Paraguay |
| 7 | Venezuela |
| 8 | Colombia |

## Clasificados al Mundial 2013
| Bandera de Perú | Bandera de Brasil | Bandera de Argentina |
| Perú            | Brasil            | Argentina            |
| --------------- | ----------------- | -------------------- |

## Distinciones individuales
| Distinción      | Nombre         | Equipo    |
| --------------- | -------------- | --------- |
| MVP             | Ángela Leyva   | Perú      |
| Mejor ataque    | Ángela Leyva   | Perú      |
| Mejor bloqueo   | Rosa Valiente  | Perú      |
| Mejor servicio  | Catalina Melo  | Chile     |
| Mejor armadora  | Manuela Vargas | Colombia  |
| Mejor recepción | Isis Francesco | Venezuela |
| Mejor defensa   | Laís Vasquez   | Brasil    |
| Mejor líbero    | Isis Francesco | Venezuela |